# Félix Lancís Sánchez
Félix Lancís Sánchez (La Habana, 20 de noviembre de 1900-Cuba, 1976) fue un médico y político cubano. Se desempeñó como primer ministro de Cuba en dos ocasiones: desde octubre de 1944 hasta octubre de 1945 y desde octubre de 1950 hasta octubre de 1951.

## Biografía
Estudió medicina en la Universidad de La Habana. Militó en organizaciones estudiantiles contrarias al régimen de Gerardo Machado. En 1934 fue uno de los fundadores del Partido Revolucionario Cubano Auténtico. Luego se unió al partido Unión Revolucionaria. 
El 10 de octubre de 1944 fue nombrado por el presidente Ramón Grau San Martín como primer ministro de Cuba. Dejó este puesto en octubre de 1945. Fue elegido senador en 1948. Fue nombrado nuevamente como primer ministro el 6 de octubre de 1950. Fue destituido y nombrado ministro de Educación el 1 de octubre de 1951 por el presidente Carlos Prío Socarrás.